# Nicolaikirche (Eisleben)
Die Kirche St. Nikolai oder Nicolaikirche befindet sich im Norden der Altstadt der Lutherstadt Eisleben im Landkreis Mansfeld-Südharz in Sachsen-Anhalt. Sie steht unter Denkmalschutz und ist im Denkmalverzeichnis mit der Erfassungsnummer 094 75357 eingetragen.

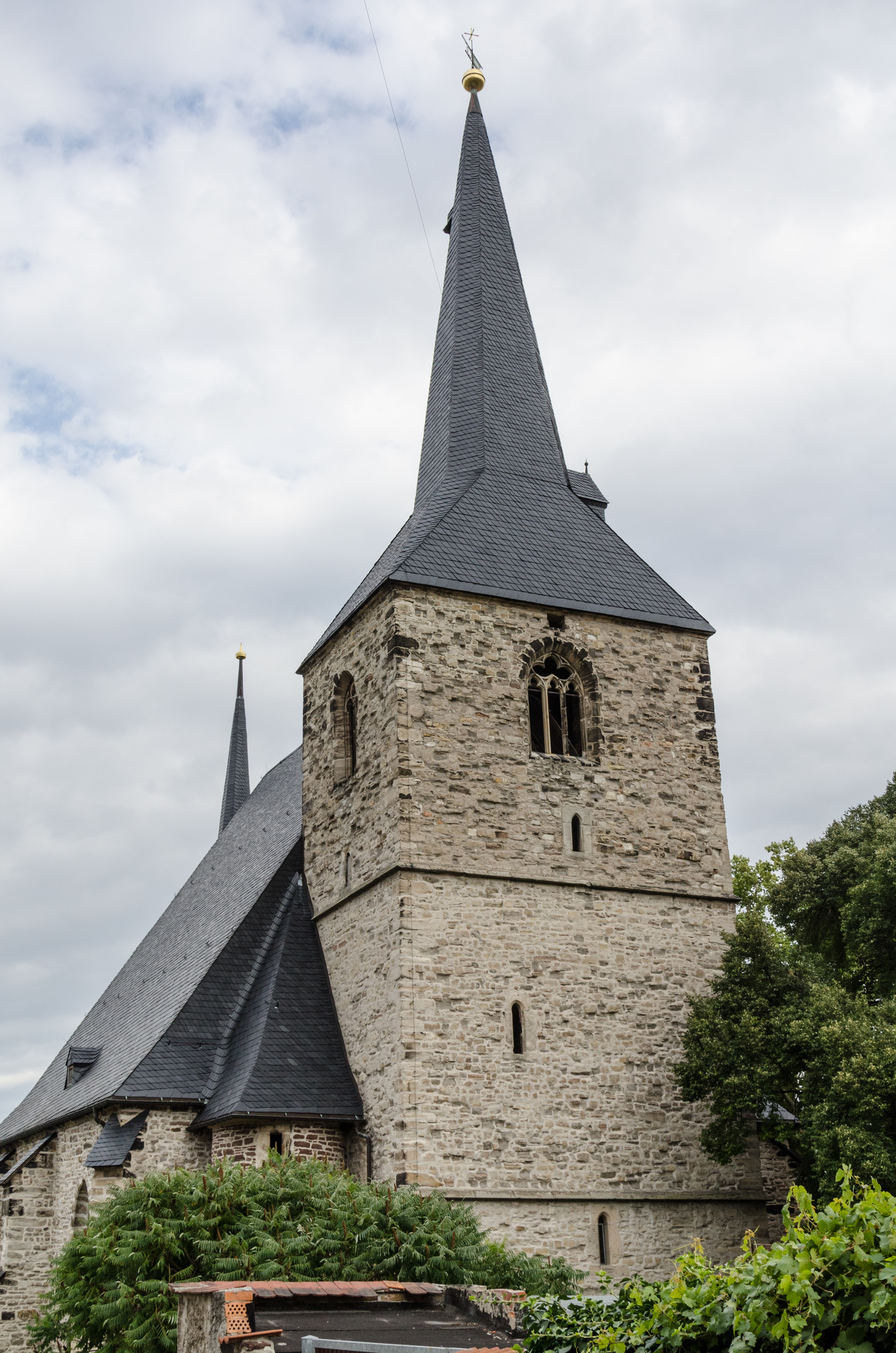
Ansicht von Nordwesten

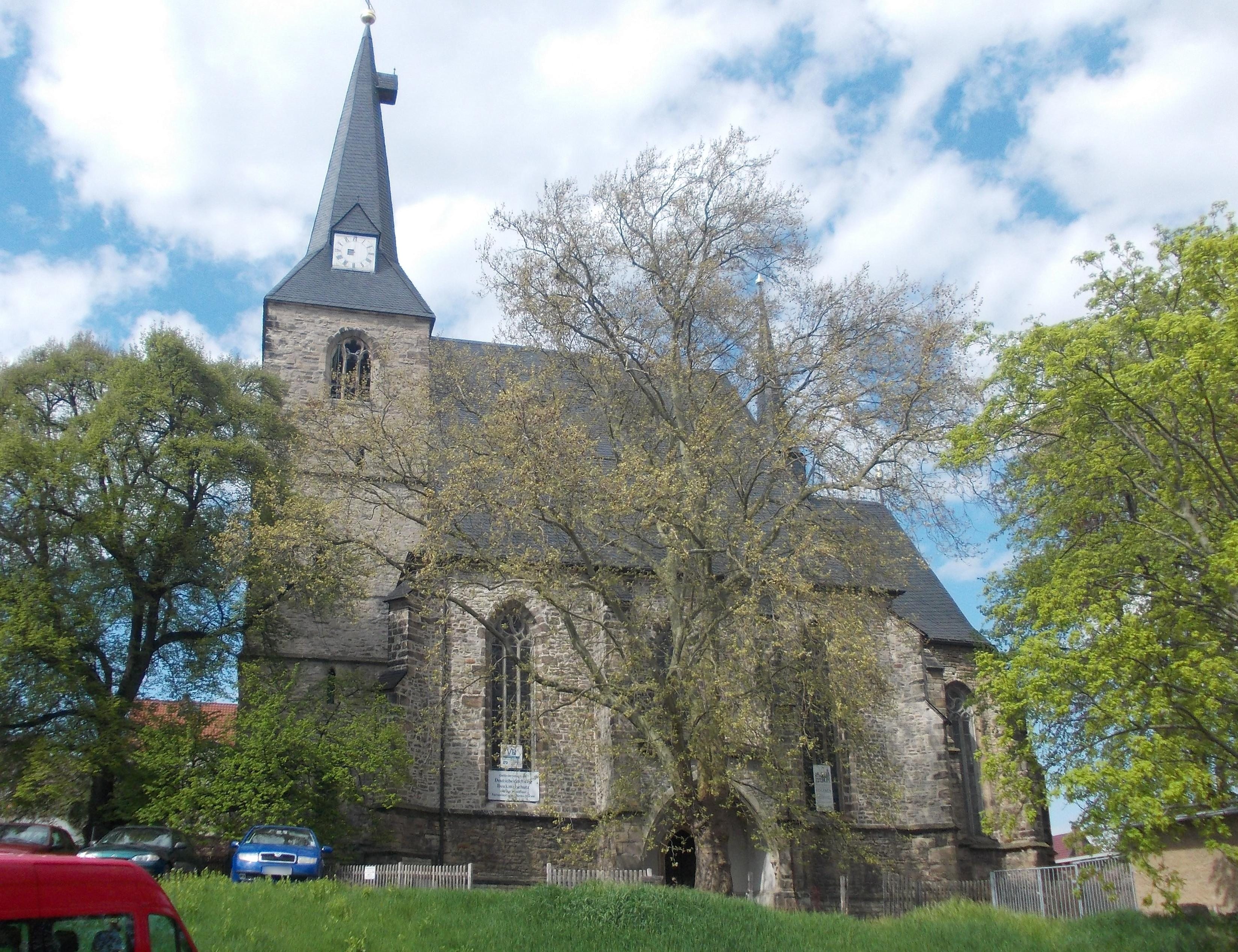
Ansicht von Süden

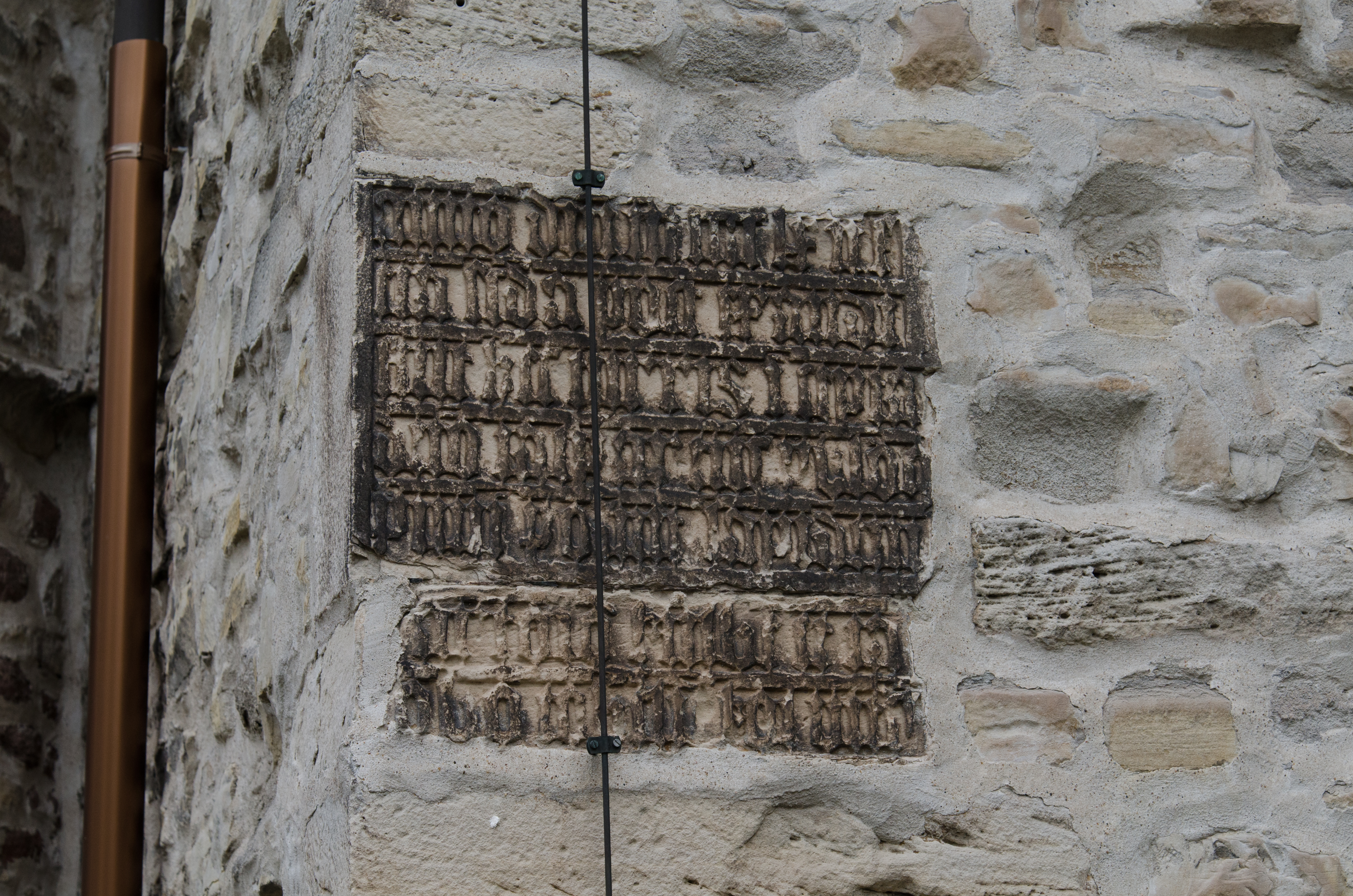
Bauinschrift

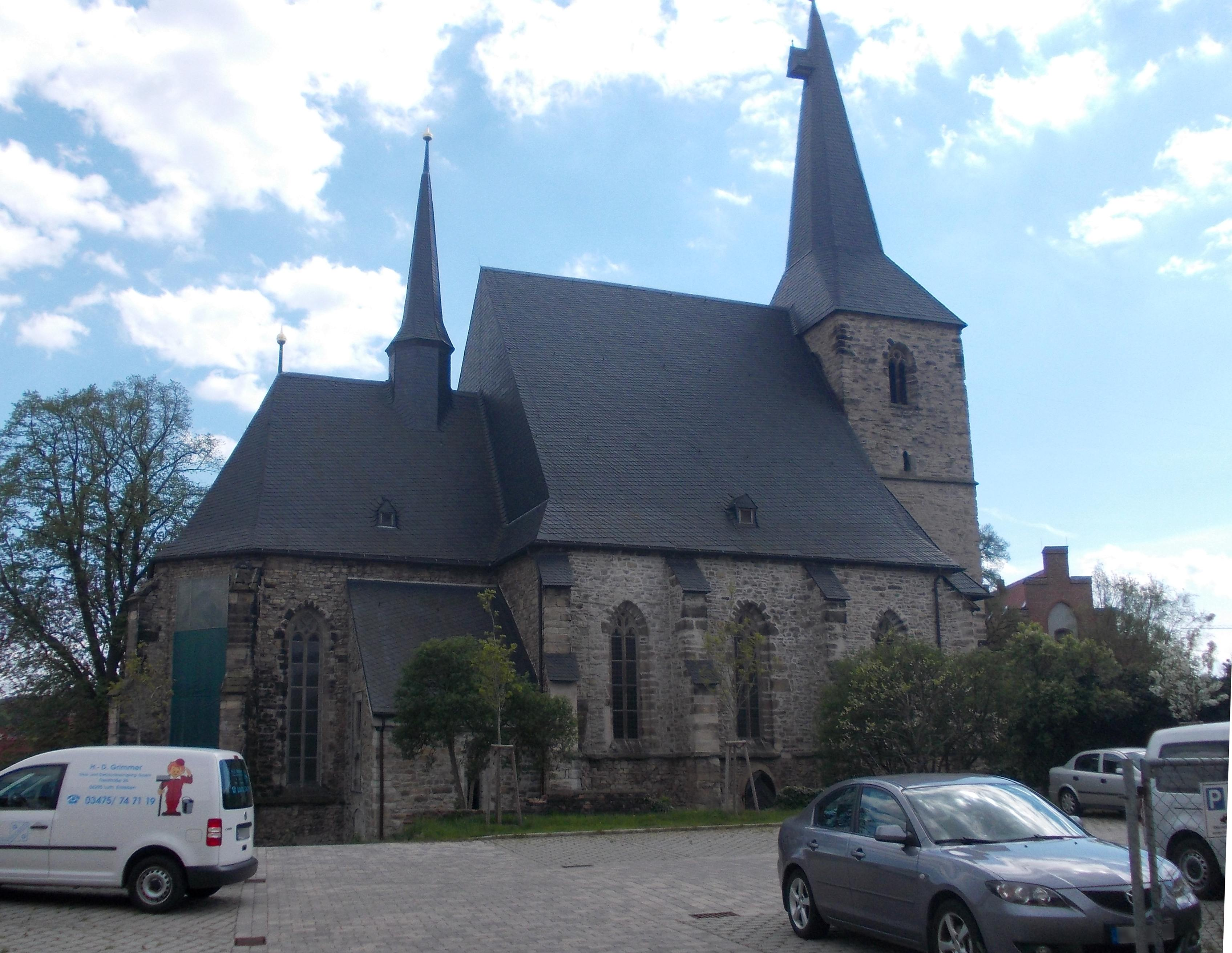
Ansicht von Norden

## Geschichte
Die nördliche Stadterweiterung Eislebens, die später Nikolaivorstadt und Friesenvorstadt genannt wurde, bekam im 12. Jahrhundert eine eigene Kapelle, die St. Godehard geweiht war. Erstmals erwähnt wird diese im Jahr 1191, in dem sie der Propstei in Seeburg zugeordnet wurde, doch im Laufe des 13. Jahrhunderts änderte sich das Patrozinium, wohl unter dem Einfluss der zugezogenen friesischen Siedler, die den Faulen See trockenlegen sollten: Zunächst wurde der heilige Nikolaus Nebenpatron, später Hauptpatron des nun zur Kirche aufgestiegenen Gotteshauses. Zu einem im Jahr 1298 erwähnten Neubau ist nichts weiter bekannt geworden. Im 15. Jahrhundert, die Kirche war mittlerweile Pfarrkirche geworden, wurde zunächst der Chor bis zum Jahr 1426 neu erbaut, dann folgte das Schiff und im Jahr 1462 begann man laut Inschrift mit dem Turmbau. Bis in diese Zeit wird auch das Doppelpatrozinium erwähnt, so dass mit der Neuweihe vermutlich Nikolaus zum alleinigen Kirchenpatrozinium wurde.
So entstand eine dreischiffige spätgotische Hallenkirche, bestehend aus Turm mit Spitzhelm, überdachtem Portal und Treppenturm, Schiff mit Satteldach und polygonalem 5/8-Chorschluss. Diese erlangte auch in der Reformationszeit Bedeutung, denn in den Jahren 1525 bis 1536 predigte hier der Reformator Johannes Agricola, ein enger Vertrauter Martin Luthers, der später Oberhofprediger im damaligen Berliner Dom wurde. Sein gleichnamiger Sohn Johann Agricola war von 1575 bis 1594 Bürgermeister von Berlin.
Im Jahr 1972 musste der Kirchenbau aufgegeben werden, da Bemühungen um die Sanierung des Daches scheiterten. Ab dem Jahr 1991 begannen Sicherungsmaßnahmen, eine dauerhafte kirchliche Nutzung ist auch 2018 noch nicht wieder erreicht, da die Sanierung schrittweise durchgeführt wird. Am 31. Oktober 1991 erhielt der etwas über 52 Meter hohe Turm eine neue Dachbekrönung, bis 1992 dauerte es, das Schieferdach zu erneuern, 1995 begann man mit der Sanierung des Chordaches. Am umfangreichsten ist aber die Innensanierung, die noch andauert.

## Inneres
Architektonisch ähnelt die Kirche innen der Hauptkirche Eislebens, St. Andreas, auch wurde ein Steinmetzzeichen in beiden Kirchen gefunden. Ungewöhnlich ist, dass die Nordwand des Schiffs 130 Zentimeter länger ist als die Südwand, sowie dass das Mittelschiff im Westen 40 Zentimeter schmaler ist als im Osten. Dadurch entsteht ein unregelmäßiger Grundriss. Durch die Stilllegung der Kirche wurden die meisten Ausstattungsstücke an andere Kirchen abgegeben. Zwei Bischofsfiguren, ein spätgotisches Steinkruzifix, der Taufstein und der Schnitzaltar, beide aus der Zeit um 1520, kamen in die Petri-Pauli-Kirche, die Orgel in die Kirche St. Marien in Artern/Unstrut und ein Triumphkruzifixus in die Kirche St. Andreas in Eisleben, in deren Turmbibliothek auch die Tafeln des Chorgestühls aus dem Jahr 1521 kamen. Verblieben ist nur eine neugotische Kanzel aus der Zeit um 1900 sowie Teile der ebenfalls gotisierenden Hufeisenempore, die im Zuge einer Restaurierung in den Jahren 1852 bis 1854 entstand. Die Kirchenausmalung wurde 1910 von Georg Kutzke vorgenommen.
1931 wurden in der Kirche sechs Chorfenster aus Buntglas eingebaut: Liebes-, Propheten-, Schöpfungs-, Heils-, Leiden- und Siegesfenster. Die expressionistischen Fensterbilder sind kunstgeschichtlich eine Rarität. Die Entwürfe dazu stammten vom Künstlerehepaar Franz Kornemann und Margarethe Liebau-Kornemann. Die Fenster wurden nach der Schließung der Kirche im Jahr 1972 durch Vandalismus zerstört. Bemühungen, die Fenster nach Vorlage der original farbigen Kartons zu sanieren, scheiterten. Fünf der Fenster wurden daher in der Altmark eingelagert. Das „Heilsfenster“ kam im Jahr 2003 zur Begutachtung nach Erfurt. Für die Restaurierung wurde ein Benefizkonzert veranstaltet. Seit 2022 beherbergt die Nikolaikirche ein Kolumbarium, das von Vincenz Warnke, Ulrike Meyer und Martin Büdel entworfen wurde. Es gilt als das erste Kirchenkolumbarium Sachsen-Anhalt, da Kolumbarien üblicherweise auf Friedhöfen zu finden sind. Die fünf großen Kirchenfenster im Chor wurden vom Jenaer Glaskünstler Jakob Schreiter neugestaltet.

## Schreibweise
Es ist nicht unüblich, dass Kirchenpatrozinien unterschiedlich geschrieben werden, da es sich in Urkunden meist um eine lateinische Bezeichnung handelt, diese im Sprachgebrauch aber unterschiedlich wiedergegeben wurde. Offiziell wird die Kirche St. Nicolai genannt, was eine lateinische Variante darstellt. Diese Schreibweise findet sich nicht nur auf den einzelnen Internetseiten von Kirchenkreis und Stadt, sondern auch bei den Straßennamen Nicolaistraße und Nicolaikirchplatz. In den Standardwerken hingegen wird die Kirche St. Nikolai geschrieben, etwa in den Bau- und Kunstdenkmalen, im Dehio oder im Denkmalverzeichnis, wo auch die Straßennamen mit k geschrieben werden.